# Katharina Deppert
Katharina Deppert, geb. Brunn (* 20. Juni 1941 in Berlin; † 16. September 2024 in Frankfurt am Main) war eine deutsche Juristin. Sie war von 1990 bis zu ihrem Eintritt in den Ruhestand 2006 Richterin am Bundesgerichtshof.

## Biographie
Nach Beendigung einer juristischen Ausbildung 1968 und Promotion an der Universität Frankfurt am Main trat Deppert 1971 in den Justizdienst des Landes Hessen ein. Dort war sie seit 1974 als Richterin am Landgericht Frankfurt am Main und seit September 1980 am Oberlandesgericht Frankfurt am Main tätig.
1990 wurde Deppert zur Richterin am Bundesgerichtshof gewählt. Sie war Mitglied des III. und VIII. Senats, dessen Vorsitzende sie seit 1996 war, sowie des Senats für Patentanwaltssachen. Daneben war Deppert seit 2000 Mitglied des Großen Senats für Zivilsachen des Bundesgerichtshofs. Im Jahr 2006 endete Depperts Mitgliedschaft beim Bundesgerichtshof durch Eintritt in den Ruhestand.
 Siehe auch: Liste der deutschen Bundesrichter